# League of Ireland Premier Division (2018)
League of Ireland Premier Division 2018 (znana jako SSE Airtricity League Premier Division ze względów sponsorskich) była 34. edycją najwyższej klasy rozgrywkowej piłki nożnej w Irlandii pod tą nazwą, a 98. mistrzowskimi rozgrywkami w ogóle.
Brało w niej udział 10 drużyn, które w okresie od 16 lutego do 26 października 2018 rozegrały 36 kolejek meczów.
Sezon zakończył baraż o utrzymanie w Premier Division. Obrońcą tytułu była drużyna Cork City. Mistrzostwo po raz trzynasty w historii zdobyła drużyna Dundalk.

## Drużyny
| Uczestnicy poprzedniej edycji | Uczestnicy poprzedniej edycji | Uczestnicy poprzedniej edycji | Uczestnicy poprzedniej edycji |
| --- | ----------------------------- | ----------------------------- | ----------------------------- |
| COR | Cork City                     | Cork                          | 1                             |
| DUN | Dundalk F.C.                  | Dundalk                       | 2                             |
| SHR | Shamrock Rovers               | Dublin                        | 3                             |
| DER | Derry City                    | Derry                         | 4                             |
| BOD | Bohemian F.C.                 | Dublin                        | 5                             |
| BRW | Bray Wanderers                | Bray                          | 6                             |
| LIM | Limerick                      | Limerick                      | 7                             |
| STP | St. Patrick’s Athletic        | Dublin                        | 8                             |
| SRS | Sligo Rovers                  | Sligo                         | 9                             |
| Awans z First Division 2017 |                               |                               |                               |
| WAT | Waterford                     | Waterford                     | 1                             |
| Oznaczenia: - kolumna pierwsza – skróty nazw drużyn, - kolumna trzecia – siedziba klubu, - kolumna czwarta – miejsce zajęte w poprzednim sezonie. |                               |                               |                               |

## Tabela
| Lp. | Drużyna               | M  | Z  | R | P  | B+ | B- | +/– | Pkt | Kwalifikacja lub spadek                     |
| --- | --------------------- | -- | -- | - | -- | -- | -- | --- | --- | ------------------------------------------- |
| 1   | Dundalk (M, P)        | 36 | 27 | 6 | 3  | 85 | 20 | +65 | 87  | Liga Mistrzów UEFA • I runda kwalifikacyjna |
| 2   | Cork City             | 36 | 24 | 5 | 7  | 71 | 27 | +44 | 77  | Liga Europy UEFA • I runda kwalifikacyjna   |
| 3   | Shamrock Rovers       | 36 | 18 | 8 | 10 | 57 | 27 | +30 | 62  | Liga Europy UEFA • I runda kwalifikacyjna   |
| 4   | Waterford             | 36 | 18 | 5 | 13 | 52 | 44 | +8  | 59  | [ i ]                                       |
| 5   | St Patrick’s Athletic | 36 | 15 | 5 | 16 | 51 | 47 | +4  | 50  | Liga Europy UEFA • I runda kwalifikacyjna   |
| 6   | Bohemians             | 36 | 13 | 9 | 14 | 52 | 45 | +7  | 48  |                                             |
| 7   | Sligo Rovers          | 36 | 12 | 6 | 18 | 38 | 50 | −12 | 42  |                                             |
| 8   | Derry City            | 36 | 13 | 3 | 20 | 47 | 70 | −23 | 42  |                                             |
| 9   | Limerick (B, S)       | 36 | 7  | 6 | 23 | 25 | 75 | −50 | 27  | Baraż o Premier Division                    |
| 10  | Bray Wanderers (S)    | 36 | 5  | 3 | 28 | 23 | 96 | −73 | 18  | Spadek do First Division                    |

1. ↑  Ponieważ zwycięzca Pucharu FAI 2018, Dundalk, zakwalifikował się do europejskich rozgrywek na podstawie swojej pozycji w lidze, miejsce przyznane zwycięzcy Pucharu (pierwsza runda kwalifikacyjna Ligi Europy) zostało przekazane drużynie z piątego miejsca. UEFA uznała, że Waterford nie spełnił „zasady trzech lat”, gdy został zreformowany w 2016[2].

## Wyniki
| Gospodarz \ Gość      | BOH | BRW | COR | DER | DUN | LIM | STP | SHM | SLI | WAT | BOH | BRW | COR | DER | DUN | LIM | STP | SHM | SLI | WAT |
| --------------------- | --- | --- | --- | --- | --- | --- | --- | --- | --- | --- | --- | --- | --- | --- | --- | --- | --- | --- | --- | --- |
| Bohemians             |     | 2–1 | 0–2 | 0–1 | 0–2 | 0–0 | 0–1 | 3–1 | 2–2 | 0–1 |     | 6–0 | 4–2 | 1–2 | 1–1 | 5–0 | 1–0 | 1–1 | 0–3 | 1–3 |
| Bray Wanderers        | 1–3 |     | 0–4 | 2–1 | 0–2 | 0–1 | 1–2 | 1–0 | 1–2 | 2–2 | 0–5 |     | 1–3 | 2–1 | 1–3 | 0–2 | 3–1 | 0–3 | 2–1 | 0–0 |
| Cork City             | 3–0 | 4–0 |     | 4–2 | 1–0 | 2–1 | 1–0 | 1–0 | 1–0 | 2–0 | 1–0 | 5–1 |     | 5–0 | 0–1 | 3–0 | 1–1 | 0–0 | 1–2 | 3–0 |
| Derry City            | 3–1 | 5–1 | 0–0 |     | 1–4 | 5–0 | 2–1 | 0–0 | 0–2 | 1–0 | 0–2 | 2–0 | 0–3 |     | 0–4 | 2–1 | 2–1 | 0–1 | 1–2 | 1–2 |
| Dundalk               | 3–0 | 0–0 | 1–0 | 2–2 |     | 8–0 | 5–0 | 2–1 | 2–1 | 1–0 | 2–0 | 5–0 | 2–1 | 3–2 |     | 4–0 | 1–1 | 1–2 | 5–0 | 2–0 |
| Limerick              | 1–1 | 1–0 | 1–1 | 0–3 | 0–3 |     | 0–1 | 0–1 | 1–2 | 0–2 | 1–1 | 2–1 | 0–2 | 0–1 | 0–1 |     | 0–4 | 0–2 | 1–3 | 2–1 |
| St Patrick’s Athletic | 2–2 | 5–0 | 2–3 | 5–2 | 0–0 | 1–0 |     | 2–0 | 2–0 | 1–0 | 1–3 | 3–0 | 1–3 | 5–0 | 1–3 | 2–1 |     | 0–1 | 0–3 | 3–0 |
| Shamrock Rovers       | 1–2 | 6–0 | 3–0 | 6–1 | 0–0 | 1–1 | 1–0 |     | 1–0 | 1–1 | 0–1 | 5–0 | 0–0 | 2–0 | 2–5 | 5–0 | 3–0 |     | 2–0 | 3–1 |
| Sligo Rovers          | 0–2 | 2–1 | 1–4 | 2–1 | 0–2 | 0–1 | 0–0 | 0–0 |     | 1–2 | 1–1 | 2–1 | 0–2 | 0–2 | 0–2 | 0–0 | 1–2 | 2–0 |     | 2–3 |
| Waterford             | 1–0 | 3–0 | 2–1 | 2–1 | 2–1 | 3–6 | 2–0 | 2–1 | 1–1 |     | 1–1 | 2–0 | 1–2 | 4–0 | 1–2 | 4–1 | 2–0 | 0–1 | 1–0 |     |

## Baraż o Premier Division
Finn Harps wygrał 3-0 z Limerick finał baraży o miejsce w Premier Division na sezon 2019.
|  |                         |                         |                         |                         |                         |   |                 |                      |                      |                      |                      |                      |   |          |              |              |              |              |              |  |  |  |  |  |  |  |
|  | First Division półfinał | First Division półfinał | First Division półfinał | First Division półfinał | First Division półfinał |   |                 | First Division finał | First Division finał | First Division finał | First Division finał | First Division finał |   |          | Finał baraży | Finał baraży | Finał baraży | Finał baraży | Finał baraży |  |  |  |  |  |  |  |
|  | First Division półfinał | First Division półfinał | First Division półfinał | First Division półfinał | First Division półfinał |   |                 | First Division finał | First Division finał | First Division finał | First Division finał | First Division finał |   |          | Finał baraży | Finał baraży | Finał baraży | Finał baraży | Finał baraży |  |  |  |  |  |  |  |
|  |                         |                         |                         |                         |                         |   |                 |                      |                      |                      |                      |                      |   |          |              |              |              |              |              |  |  |  |  |  |  |  |
|  |                         |                         |                         |                         |                         |   |                 |                      |                      |                      |                      |                      |   |          |              |              |              |              |              |  |  |  |  |  |  |  |
|  |                         |                         |                         |                         |                         | 2 | Finn Harps      | 1                    | 2                    | 3                    |                      |                      |   |          |              |              |              |              |              |  |  |  |  |  |  |  |
|  |                         |                         |                         |                         |                         | 2 | Finn Harps      | 1                    | 2                    | 3                    |                      |                      |   |          |              |              |              |              |              |  |  |  |  |  |  |  |
|  |                         |                         |                         |                         |                         | 4 | Drogheda United | 1                    | 0                    | 1                    |                      |                      | 9 | Limerick | 0            | 0            | 0            |              |              |  |  |  |  |  |  |  |
|  |                         |                         |                         |                         |                         | 4 | Drogheda United | 1                    | 0                    | 1                    |                      |                      | 9 | Limerick | 0            | 0            | 0            |              |              |  |  |  |  |  |  |  |
|  | 4                       | Drogheda United *       | 0                       | 2                       | 2 (4)                   |   |                 | 2                    | Finn Harps           | 1                    | 2                    | 3                    |   |          |              |              |              |              |              |  |  |  |  |  |  |  |
|  | 4                       | Drogheda United *       | 0                       | 2                       | 2 (4)                   |   |                 | 2                    | Finn Harps           | 1                    | 2                    | 3                    |   |          |              |              |              |              |              |  |  |  |  |  |  |  |
|  | 3                       | Shelbourne              | 1                       | 1                       | 2 (2)                   |   |                 |                      |                      |                      |                      |                      |   |          |              |              |              |              |              |  |  |  |  |  |  |  |
|  | 3                       | Shelbourne              | 1                       | 1                       | 2 (2)                   |   |                 |                      |                      |                      |                      |                      |   |          |              |              |              |              |              |  |  |  |  |  |  |  |

* zwycięstwo po rzutach karnych.

| 5 października 2018 | Drogheda United | 0:1   | Shelbourne        |                                                              |
| 20:45               |                 | (0:1) | 25' James English | Hunky Dorys Park, Drogheda Widzów: ~900 Sędzia: Tom Connolly |

| 8 października 2018 | Shelbourne                                                          | 1:2 (pd. k. 2:4)        | Drogheda United                                                               |                                                      |
| 20:45               | Adam Evans 76'                                                      | (0:1, 1:2, 1:2, k. 2:4) | 33' Seán Brennan · 62' Chris Lyons                                            | Tolka Park, Dublin Widzów: 1281 Sędzia: Tom Connolly |
| 20:45               | · David O’Sullivan · Adam Evans · Lorcan Fitzgerald · Shane Farrell | Rzuty karne             | · Chris Lyons · Seán Brennan · Luke Gallagher · Gareth McCaffrey · Mark Doyle | Tolka Park, Dublin Widzów: 1281 Sędzia: Tom Connolly |

| 12 października 2018 | Drogheda United  | 1:1   | Finn Harps       |                                                            |
| 20:45                | Ciarán Kelly 13' | (1:0) | 67' Nathan Boyle | Hunky Dorys Park, Drogheda Widzów: ~650 Sędzia: Neil Doyle |

| 19 października 2018 | Finn Harps                           | 2:0   | Drogheda United |                                            |
| 20:45                | John Kavanagh 18' · Nathan Boyle 67' | (1:0) |                 | Finn Park, Ballybofey Sędzia: Derek Tomney |

| 29 października 2018 | Finn Harps              | 1:0   | Limerick |                                                          |
| 20:45                | Patrick McCourt 36' (k) | (1:0) |          | Finn Park, Ballybofey Widzów: 2379 Sędzia: Robert Harvey |

| 2 listopada 2018 | Limerick | 0:2   | Finn Harps                           |                                                                      |
| 20:45            |          | (0:1) | 45+2' Mark Timlin · 80' Nathan Boyle | Markets Field, Garryowen, Limerick Widzów: 3250 Sędzia: Graham Kelly |

## Najlepsi strzelcy
| Bramki | Strzelcy        | Drużyna         |
| ------ | --------------- | --------------- |
| 29     | Patrick Hoban   | Dundalk         |
| 16     | Kieran Sadlier  | Cork City       |
| 15     | Graham Cummins  | Cork City       |
| 13     | Graham Burke    | Shamrock Rovers |
| 13     | Michael Duffy   | Dundalk         |
| 11     | Daniel Carr     | Shamrock Rovers |
| 11     | Daniel Corcoran | Bohemians       |
| 10     | Courtney Duffus | Waterford       |
| 10     | Aaron McEneff   | Derry City      |
| 9      | Robbie Benson   | Dundalk         |

Źródło: .

## Stadiony
| Bohemians       |
| --------------- |
| Dalymount Park  |
| Pojemność: 3640 |
|                 |

| Bray Wanderers   |
| ---------------- |
| Carlisle Grounds |
| Pojemność: 3250  |
|                  |

| Cork City       |
| --------------- |
| Turners Cross   |
| Pojemność: 7485 |
|                 |

| Derry City         |
| ------------------ |
| Brandywell Stadium |
| Pojemność: 3700    |
|                    |

| Dundalk         |
| --------------- |
| Oriel Park      |
| Pojemność: 4500 |
|                 |

| Limerick        |
| --------------- |
| Markets Field   |
| Pojemność: 3000 |
|                 |

| St Patrick’s Athletic |
| --------------------- |
| Richmond Park         |
| Pojemność: 5340       |
|                       |

| Shamrock Rovers  |
| ---------------- |
| Tallaght Stadium |
| Pojemność: 8000  |
|                  |

| Sligo Rovers    |
| --------------- |
| Showgrounds     |
| Pojemność: 3873 |
|                 |

| Waterford                        |
| -------------------------------- |
| Waterford Regional Sports Centre |
| Pojemność: 5500                  |
|                                  |

Źródło: .